# András Rajna
András Rajna (Budapest, 3 de septiembre de 1960) es un deportista húngaro que compitió en piragüismo en la modalidad de aguas tranquilas.
Participó en tres Juegos Olímpicos de Verano entre los años 1988 y 1996, obteniendo una medalla de plata en la edición de Atlanta 1996 en la prueba de K4 1000 m. Ganó tres medallas en el Campeonato Mundial de Piragüismo entre los años 1983 y 1994.

## Palmarés internacional
| Juegos Olímpicos   | Juegos Olímpicos          | Juegos Olímpicos  | Juegos Olímpicos |
| Año                | Lugar                     | Medalla           | Evento           |
| ------------------ | ------------------------- | ----------------- | ---------------- |
| 1996               | Atlanta (Estados Unidos)  | Medalla de plata  | K4 1000 m        |
| Campeonato Mundial |                           |                   |                  |
| Año                | Lugar                     | Medalla           | Evento           |
| 1983               | Tampere (Finlandia)       | Medalla de bronce | K4 500 m         |
| 1986               | Montreal (Canadá)         | Medalla de plata  | K2 500 m         |
| 1994               | Ciudad de México (México) | Medalla de plata  | K2 500 m         |